# Donkere strekspin
De donkere strekspin (Tetragnatha nigrita) is een spinnensoort in de taxonomische indeling van de strekspinnen.
Het dier behoort tot het geslacht Tetragnatha. De wetenschappelijke naam van de soort werd voor het eerst geldig gepubliceerd in 1886 door Lendl.